# Frutuoso de Braga
Frutuoso de Braga ou Frutuoso de Dume (em latim: Fructuosus) foi um monge e bispo godo do século VII, venerado como santo.

## Vida
A história da sua vida chega-nos via São Valério, um dos seus discípulos, monge copista e escritor, que a escreveu imediatamente após a sua morte. Na obra Vita Sancti Fructuosi destacam-se quase exclusivamente os aspectos da vida monástica do biografado, omitindo a sua actuação como bispo e sua intervenção na vida civil e religiosa do Reino Visigótico que, certamente, terão tido grande importância no seio dos godos hispânicos.
O arcebispo de Compostela Diego Gelmírez, no ano 1102, foi o responsável pelo roubo do corpo enquanto relíquia, de Dume, em Braga, para Santiago, onde foi enterrado solenemente na cripta da catedral. A catedral de Compostela celebra a solenidade litúrgica dessa transladação, acto que veio a ser designado por "Pio latrocínio", a 16 de dezembro.
Actualmente, as relíquias podem ser veneradas no seu local original, tendo sido apenas devolvidas por Santiago de Compostela em 1966, 864 anos depois.

## O culto e a espiritualidade
A importância de Frutuoso para compreender a espiritualidade da Hispânia visigótica é fundamental. Foi padre no monasticismo hispânico, viajante infatigável, fundador de inúmeros mosteiros, venerador de duas regras monásticas, a Regra Monachorum e a Regra Monastica Communis - que se podem considerar como as mais tipicamente hispâncias do monasticismo peninsular. Depois dele, ainda persistiram outras regras europeias, mesmo nos próprios centros frutuosianos, particularmente a Beneditina; não obstante, muitos dos mosteiros fundados por Frutuoso subsistiram até épocas recentes. Frutuoso, conhecedor do monasticismo oriental, das regras europeias e das normas isidorianas, refundiu-as todas dotando-lhes uma originalidade tal que, frente ao latente latinismo da Regra de Santo Isidoro, podem ser consideradas reflexo de um carácter hispânico que se identificou com o espírito bárbaro dos visigodos.
Em Braga, é venerado na Capela de São Frutuoso bem como na Sé Catedral.